# فرانسيسكو فارايو
فرانسيسكو أنتونيو (بانتشو) فارايو (بالإسبانية: Francisco Antonio "Pancho" Varallo)‏ ‏(5 فبراير 1910 - 30 أغسطس 2010)، لاعب كرة قدم أرجنتيني. شارك في أولى بطولات كأس العالم لكرة القدم عام 1930 والتي أقيمت في الأوروغواي، ويعتبر آخر من توفي من جميع اللاعبين الذين شاركوا في البطولة، يحتل اللاعب المركز الثاني من حيث عدد الأهداف التي أحرزها في تاريخ نادي بوكا جونيورز والذي يبلغ عددها 181 هدفاً.

## البدايات
ولد فارايو في مدينة لابلاتا بالأرجنتين. خلال بداية مسيرته الرياضية أطلق عليه لقب (المدفع الصغير) بسبب قوة تسديداته.
عندما بلغ 18 سنة خضع فارايو لتجربة في نادي إستوديانتيس دو لا بلاتا وعلى الرغم من تسجيله 11 هدف في 3 مباريات إلا أن مسئولي ناديه 12 أكتوبر قرروا الموافقة على انتقاله إلى نادي جيمناسيا لابلاتا لسبب بسيط وهو عشقهم للأخير. لعب فارايو لجيمناسيا من 1928 إلى 1930 حيث في مباراته الأولى مع الفريق الثالث استطاع أن يسجل 9 أهداف وأن يقود فريقه للفوز بنتيجة 9-1. بعد أسبوع تم تصعيده إلى الفريق الأول وحقق بطولة دوري الدرجة الممتازة 1929.

## بوكا جونيورز
بعد نهاية بطولة كأس العالم لكرة القدم 1930 تعاقد معه نادي بوكا جونيورز ولعب معهم من 1931 إلى 1939 وحقق معهم 3 بطولات دوري في 1931، 1934، و1935 كما توج هدافا في سنة 1933 بتسجيله 34 هدف وهو العدد الأكبر بين بطولات الدوري في قارة أمريكا الجنوبية.
خلال تواجده في نادي بوكا جونيورز طوال 9 مواسم استطاع فارايو أن يكون أفضل هداف في عصر الاحتراف بتسجيله 194 هدف في 222 مباراة واستمر هذا الرقم القياسي حتى سنة 2009 عندما حطمه مارتن باليرمو (الذي يتشارك مع روبرتو تشيرو بكونهما أفضل هدافان في تاريخ النادي).
خلال فترة الثلاثينات كون فارايو ثلاثيا رهيبا مع تشيرو وديلفين بينيتيز كاسيريس اللذان سجلا مثله أكثر من 100 هدف لصالح نادي بوكا جونيورز.
في سنة 1938 لعب مباراة واحدة بسبب تعرضه لإصابة خطيرة في الركبة وعلى الرغم من مشاركته في مباريات أكثر في سنة 1940 بعد شفائه إلا أنه قرر الاعتزال وهو في عمر 30 سنة.

## المسيرة الدولية
فارايو كان لاعبا أساسيا في فوز منتخب الأرجنتين ببطولة كأس أمريكا الجنوبية 1937 بتسجيله 3 أهداف من ضمنها هدفيه في مرمى منتخب تشيلي والتي انتهت بفوز منتخب الأرجنتين 2-1.

## البطولات
- جيمناسيا لابلاتا
  - دوري الدرجة الممتازة (1) : 1929
- بوكا جونيورز
  - دوري الدرجة الممتازة (3) : 1931، 1934، 1935
- منتخب الأرجنتين
  - كأس أمريكا الجنوبية (1) : 1937

## الأرقام القياسية
- توج هدافا للأرجنتين وقارة أمريكا الجنوبية عن سنة 1933 برصيد 34 هدف.
- ثاني أفضل هداف في تاريخ نادي بوكا جونيورز في عصر الاحتراف بتسجيله 181 هدف (كسر رقمه القياسي في سنة 2009 عن طريق مارتن باليرمو).
- وسام الشرف من الاتحاد الدولي لكرة القدم سنة 1994.

## بعد الاعتزال
يعتبر فارايو آخر اللاعبين المتوفيين من الذين شاركوا في بطولة كأس العالم الأولى عام 1930، وفي سنة 1994 منحه الاتحاد الدولي لكرة القدم وسام الشرف لاسهاماته في لعبة كرة القدم، وفي نهاية التسعينات قال فارايو دعابة بأنه سيعود عن الاعتزال من أجل أن يستعيد رقمه القياسي الذي كسره مارتن باليرمو، واحتفل اللاعب ببلوغ عامه المائة يوم 5 فبراير 2010، وقررت الحكومة الأرجنتينية إطلاق اسمه على أحد شوارع لابلاتا المدينة التي وُلد فيها اللاعب.

## وصلات خارجية
- فرانسيسكو فارايو على موقع الاتحاد الدولي (مؤرشف)  (الإنجليزية)
- فرانسيسكو فارايو على موقع قاعدة بيانات كرة القدم.إي يو (الإنجليزية)
- فرانسيسكو فارايو على موقع ناشيونال فوتبول تيمز (الإنجليزية)
- فرانسيسكو فارايو على موقع Soccerway.com (الإنجليزية)
- هذا السيرة الذاتية في موقع الاتحاد الدولي لكرة القدم
- هذا مقابلة في موقع الاتحاد الدولي لكرة القدم